# Dicriconema tenue
Dicriconema tenue is een rondwormensoort uit de familie van de Chromadoridae. De wetenschappelijke naam van de soort is voor het eerst geldig gepubliceerd in 1926 door Steiner & Hoeppli.